# Fresnillo plc
Fresnillo plc es una compañía minera mexicana de metales preciosos incorporada en el Reino Unido y con sede en la Ciudad de México.  Fresnillo es el productor más grande del mundo de plata de mena (plata primaria) y primer productor de oro más grande de México . Es la primera empresa mexicana en tener su listado primario en el LSE, Fresnillo es un constituyente del Índice de FTSE 100.

## Historia
La empresa inició como una división operativa poseída enteramente por 1898 Industrias Peñoles. En  mayo de 2008  una parte menor de la compañía realizó un Spin-off en la Bolsa de valores de Londres IPO, con un listado secundario en la Bolsa de valores mexicana en el mismo día.
El 15 de agosto de 2012, Octavio Alvídrez tomó el cargo de Ejecutivo de Jefe reemplazando a Jaime Lomelín Guillén, siguiendo un periodo transitorio.

## Operaciones
La compañía opera tres minas de oro y plata en México: la más grande en términos de producción de plata está localizada cerca la ciudad de Fresnillo en Zacatecas. Las otras minas que opera son Ciénega en Durango y Herradura en Sonora. En 2007 Fresnillo produjo 34.3 millones de onzas de plata y 279,614 onzas de oro, así como alrededor 20 toneladas tanto de plomo y zinc como subproductos de las tres minas.  Industrias Peñoles Retuvo los derechos a sus minas de metales de base primarias cuándo Fresnillo realizó el Spin-off. La compañía también tiene 21 proyectos de  exploración activos localizados a través del país, y ha señalado que planea utilizar el dinero levantado en su IPO para expandirse a Perú y Chile.